# Al-Ansar SC Beirut
L'Al-Ansar SC Beirut (àrab: نادي الأنصار الرياضي, Nādī al-Anṣār ar-Riyāḍī, ‘Club Esportiu dels Triomfadors') és un club de futbol libanès de la ciutat de Beirut. Majoritàriament representa a la comunitat musulmana sunnita.

## Història

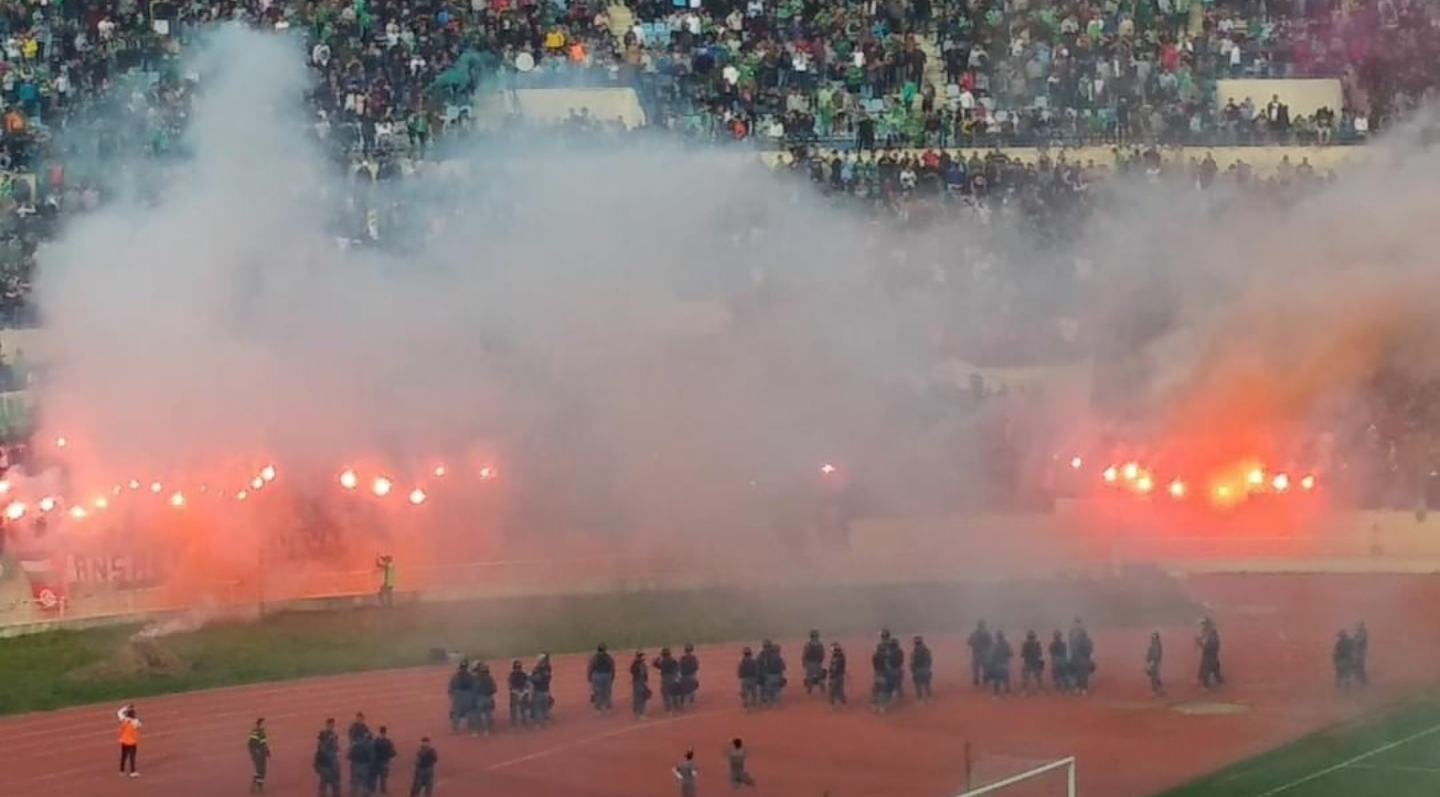
Segudors en un derbi el 2018.

El club fou fundat el 1938 per Mosbah Doughan. El 1954 ingressà a la Federació Libanesa de Futbol. L'any 1965 canvià la seva ubicació de Mont Líban a Beirut. El club assolí el rècord de guanyar 11 campionats de lliga consecutius.

## Palmarès
- Lliga libanesa de futbol:[4]
  - 1987–88, 1989–90, 1990–91, 1991–92, 1992–93, 1993–94, 1994–95, 1995–96, 1996–97, 1997–98, 1998–99, 2005–06, 2006–07, 2020–21
- Copa libanesa de futbol:[5]
  - 1987–88, 1989–90, 1990–91, 1991–92, 1993–94, 1994–95, 1995–96, 1998–99, 2001–02, 2005–06, 2006–07, 2009–10, 2011–12, 2016–17, 2020–21
- Supercopa libanesa de futbol:[5]
  - 1996, 1997, 1998, 1999, 2012, 2021
- Copa Federació libanesa de futbol:[5]
  - 1999, 2000
- Copa Elite libanesa de futbol:[5]
  - 1997, 2000